# Heidemann (Radsportteam)
Heidemann war ein professionelles deutsches Radsportteam. 1949 und 1950 wurde eine Mannschaft zusammengestellt. Sponsor war das Unternehmen HWE-Heidemann Werke aus Einbeck, die Fahrräder herstellte.

## Geschichte
Heidemann war nicht nur im Berufsradsport als Sponsor tätig. Ab 1948 wurde das Straßenradrennen Rund um die Heidemann-Werke von der Firma für Amateure und Nachwuchsfahrer ausgerichtet. 1949 stellte die Firma ein erstes eigenes Radsportteam von Berufsfahrern für den Straßenradsport auf. Siegfried Grigat holte 1949 einen Etappensieg im Grünen Band der IRA.

## Erfolge
1949
- eine Etappe Grünes Band der IRA

1950
- zwei Etappen Schwarzwald-Rundfahrt

## Bekannte Fahrer
- Jupp Arents
- Gerhard Bolte
- Siegfried Grigat